# 1988年ソウルオリンピックのスイス選手団
1988年ソウルオリンピックのスイス選手団（1988ねんソウルオリンピックのスイスせんしゅだん）は、1988年9月17日から10月2日にかけて韓国のソウルで開催された1988年ソウルオリンピックのスイス選手団、およびその競技結果。

## 概要
今大会は銀メダル2個、銅メダル2個の合計4個のメダルを獲得した。

## メダル
| メダル | 選手名                 | 競技 | 種目       |
| ------ | ---------------------- | ---- | ---------- |
| 銅     | ウェルナー・ギュンター | 陸上 | 男子砲丸投 |